# Epistolae duorum amantium
Le Epistolae duorum amantium (Lettere dei due amanti) sono una raccolta di più di cento estratti di lettere d’amore e di poesie, in lingua latina, risalenti probabilmente alla metà del XII secolo, che delineano la storia d’amore fra due persone innamorate fisicamente distanti.

## I corrispondenti e le loro lettere
I corrispondenti dell’epistolario sono siglati V e M, interpretati come Vir e Mulier; lui, un uomo maturo e maestro famoso, lei, una giovane donna e colta allieva, entrambi vissuti probabilmente intorno alla metà del XII secolo (come sembrano far pensare la qualità dello stile e alcuni particolari della vicenda narrata).
Le lettere, che conosciamo sotto il titolo Ex epistolis duorum amantium (probabilmente non originale ma redazionale), formano un insieme unitario; alcune sono più lunghe, generalmente quelle della donna, altre più brevi. La raccolta comprende anche poesie traboccanti di immagini classiche e bibliche e di metafore eleganti ed erudite.
La corrispondenza disegna una storia d'amore con alti e bassi, slanci improvvisi e rimproveri, sospiri e proteste amorose. Di quanto avviene nel mondo esterno alle loro vicende i due tacciono, si occupano esclusivamente della loro passione, dell'idea d'amore e dei pericoli che questo deve affrontare.
Il carteggio tra i due amanti presenta numerose implicazioni metaletterarie, citazioni e rimandi alla tradizione classica, cristiana e medievale. Lo studio sull'intertestualità e l’analisi dei confronti letterari hanno evidenziato come la memoria poetica, consapevole o inconscia, di chi scrive sia certamente ampia ma ben circoscrivibile intorno ad alcuni modelli che ricorrono con maggiore frequenza (tra i quali sicuramente Ovidio) e che erano conosciuti e studiati all’epoca presunta dell’epistolario.
Per quanto riguarda l’arco di tempo in cui si è protratto lo scambio di lettere, i riferimenti all'avvicinarsi dell'inverno e al ritorno del bel tempo fanno pensare che la corrispondenza inizi in autunno e si chiuda in primavera. La menzione di un anno passato rende chiaro che si tratti di una seconda primavera.

## Datazione
Difficile per gli studiosi stabilire con certezza la datazione delle Epistolae duorum amantium. La posizione attualmente più condivisa le colloca intorno alla metà del XII secolo, teoria avvalorata da analisi lessicali, dello stile e della lingua, dall’esame dei modelli di riferimento e dalla presenza e influenza di autori e letture che circolavano proprio in quel periodo. C’è stato, però, anche chi ha ipotizzato che il copista Giovanni de Vepria (su cui cfr. sotto), esperto umanista, avrebbe inventato la corrispondenza riproducendo lo stile di tre secoli prima, e dunque ritiene che il carteggio si dovrebbe considerare risalente al XV secolo.

## Ambiente d'origine
Per diverso tempo si è ritenuto che le Epistolae duorum amantium e chi le ha scritte fossero da collocare in area francese, specialmente per alcuni riferimenti e dettagli della vicenda narrata e, in particolare, per le espressioni francigena cervicositas (epistola 49) e gemma totius Gallie (epistola 89).
Le ricerche più recenti hanno però messo in dubbio questa convinzione. Un’analisi codicologica, una nuova prospettiva sulle espressioni francigena cervicositas e gemma totius Gallie e lo studio di citazioni letterarie e formule di salutatio hanno portato ad ipotizzare che l’ambiente originario dell’epistolario sia quello dell'ars dictaminis di Emilia-Romagna o Toscana del XII secolo.

## Il codice: origine, scoperta e studi
Nel 1470, a Clairvaux, il monaco cistercense Giovanni de Vepria (in latino Johannes de Vepria) copia nel codice oggi segnato Troyes, Médiathèque du Grand Troyes, Fonds ancien 1452 una serie di testi dando vita ad una raccolta di epistolari di autori diversi, tra cui Cicerone, Cassiodoro e Sidonio Apollinare. La sezione finale del codice ospita le Epistolae duorum amantium, che Giovanni de Vepria trascrive operando molti tagli di diversa lunghezza che segnala accuratamente. Egli circoscrive probabilmente la scelta agli elementi più utili ad un preciso progetto didattico, l'esemplificazione dell'arte epistolare. Della corrispondenza tra i due amanti sono state copiate tendenzialmente solo le parti iniziali e finali; si può però notare come, via via che il copista procede nella trascrizione, si accresca la lunghezza degli estratti di alcune lettere.
Se degli altri testi trascritti da Giovanni de Vepria abbiamo i manoscritti originali, delle Epistolae duorum amantium non resta che il testo copiato dal monaco. Inoltre, sulla base di un'analisi codicologica, il fascicolo contenente le Epistolae si dimostra di origine diversa rispetto al resto del manoscritto in cui è ora rilegato. Tutto ciò ha creato non poche difficoltà agli studiosi ponendo numerosi interrogativi.
L’epistolario è stato scoperto nel manoscritto di Troyes dal medievalista tedesco Dieter Schaller nel 1970. La raccolta di lettere è stata edita per la prima volta da Ewald Könsgen, allievo di Schaller, nel 1974 con un'attribuzione dubbia ai due celebri amanti Eloisa e Abelardo. Nonostante si trattasse di un testo inedito, l'edizione Könsgen è rimasta pressoché ignorata per quasi venticinque anni, fino a quando Constant Mews non ha ripubblicato il testo con traduzione inglese nel 1999, riproponendo con decisione l’attribuzione alla famosa coppia. La sua pubblicazione ha suscitato per l'opera una grande attenzione che ha coinvolto anche il grande pubblico e provocato una serie di interventi specialistici.

## Dibattito su autenticità e attribuzione
Da anni è in corso un vivace dibattito circa l'autenticità delle Epistolae duorum amantium e la possibilità o meno di attribuire questo epistolario ad Abelardo ed Eloisa. Molte sono le argomentazioni portate a dimostrazione sia della tesi favorevole sia di quella contraria.

### Autenticità

#### Posizioni contrarie
Per quanto riguarda l’autenticità, da un lato, chi la nega ha messo in evidenza la mancanza di riferimenti a luoghi, personaggi o momenti storici riconoscibili, la somiglianza di vocabolario, di espressioni e di formulazioni tra le due parti e il fatto che il testo stesso non ci è giunto nella sua forma originale, arrivando così ad affermare che una vera corrispondenza non sia mai esistita e che l’intero epistolario sia il prodotto di un unico autore. Del fatto che sia un’opera autentica del XII secolo ha fortemente dubitato Peter von Moos che la considera invece una finzione letteraria, un’opera di scuola composta sulla base dell’ars dictaminis (arte di scrivere lettere e discorsi).

#### Posizioni favorevoli
I sostenitori dell’autenticità, dall'altro lato, hanno rilevato innanzitutto la complessità dell’opera e la specificità psicologica dell’uomo e della donna tali da far ritenere autentico l’epistolario. Essi hanno sottolineato anche come non devono stupire o insospettire le somiglianze e gli elementi comuni data la cultura latina e il livello di educazione condivisi dai corrispondenti. Inoltre, servendosi di alcuni programmi informatici, sono state condotte analisi su alcuni aspetti della lingua, i cui risultati sembrano assicurare che gli autori siano realmente due persone distinte. L’insieme di tali considerazioni tendono a far prevalere oggi l’idea che le lettere siano autentiche, scritte da due individui diversi, e poi verosimilmente sistemate e riorganizzate da Giovanni de Vepria nel XV secolo.

### Attribuzione
Più complesso, incerto e dibattuto è il discorso sulla paternità.
Nella prima edizione, come detto sopra, Könsgen propone con formula dubitativa l’attribuzione della corrispondenza ad Abelardo ed Eloisa. Nel 1999 Constant Mews ripropone con decisione l’attribuzione ai famosi amanti. Da questo momento si accende un vivace dibattito, ancora in corso, tra i sostenitori di questa ipotesi, tra cui, oltre a quelli già citati, Sylvain Piron e Stephen Jaeger, e le posizioni contrarie, come quelle di Peter von Moos, Giovanni Orlandi, Francesco Stella, Peter Dronke, Jan M. Ziolkowski.

#### Posizioni favorevoli all'attribuzione ad Abelardo ed Eloisa
A sostegno dell'ipotesi di attribuzione delle Epistolae duorum amantium ad Abelardo ed Eloisa sono stati messi in evidenza alcune corrispondenze e alcuni elementi che sembrerebbero legare Vir e Mulier alla famosa coppia. Innanzitutto, una datazione approssimativa alla prima metà del XII secolo dell’epistolario e alcuni riferimenti biografici, maestro e studentessa che vivono in una città francese, risultano compatibili con la storia dei celebri amanti. Si possono poi notare dei paralleli a livello di linguaggio: i rispettivi testi condividono l’uso di termini rari, di neologismi e di parole che presentano determinate implicazioni filosofiche (a titolo d’esempio: specialis-singularis; indifferenter; scibilitas). Le analogie continuano anche per quanto riguarda certe allusioni, attitudini e considerazioni. Di fronte a tutte queste coincidenze tra l’anonima coppia di amanti e Abelardo ed Eloisa, i sostenitori di questa tesi domandano provocatoriamente quante possibilità ci siano che sia tutto solo frutto del caso.

#### Posizioni contrarie all'attribuzione ad Abelardo ed Eloisa
Per quanto riguarda le posizioni contrarie, invece, le argomentazioni hanno fatto leva sui risultati di analisi linguistiche e di studi sui confronti letterari.
Sono state elaborate statistiche sull’uso delle cosiddette ‘parole vuote’, su scelte prosodiche e di lessico e sull'uso della clausola ritmica e analisi delle caratteristiche del linguaggio che sfuggono al controllo di uno scrittore. I risultati hanno messo in evidenza una distanza degli autori delle Epistolae duorum amantium da Abelardo ed Eloisa (in particolare il linguaggio delle epistole di Abelardo registra significative differenze da quello del Vir); piuttosto hanno permesso di individuare una qualche vicinanza tra il linguaggio della donna (Mulier) e quello di Abelardo.
L’analisi dei confronti letterari, invece, se da una parte ha evidenziato un’importante presenza di richiami ad autori dell’XI secolo dell’area della Loira, regione dove lo stesso Abelardo è stato educato e a cui Eloisa era legata tramite la madre e lo zio, ha fatto emergere anche un dato che mette in crisi la tesi di paternità, ossia la possibile presenza di riferimenti ad autori successivi alla data eventuale dello scambio epistolare fra Abelardo ed Eloisa (1116-1117), tra cui ad esempio Giovanni di Hauville e Giovanni di Salisbury.
A sostegno di queste teorie, si deve anche aggiungere un'analisi codicologica e uno studio degli inventari della biblioteca di Clairvaux che debilitano fortemente la proposta di avvicinare le Epistolae duorum amantium ad Abelardo ed Eloisa; una serie di ricerche, che, come detto sopra, suggerirebbero di considerare come ambiente originario delle lettere non quello francese ma quello dell'ars dictaminis di Emilia-Romagna o Toscana del XII secolo. Questa ipotesi fa riferimento a scambi di scritti tra Italia e Francia che permetterebbero di spiegare, da un lato, la conoscenza della storia di Abelardo nell’ambiente dell'ars dictaminis dell’Italia centro-settentrionale e quindi le conseguenti influenze di questa sull’epistolario, dall’altro, la possibilità del monaco cistercense Giovanni de Vepria, a Clairvaux, di avere tra le mani, trascrivere e rimaneggiare la corrispondenza.
Sebbene certe posizioni abbiano indebolito molto l’ipotesi dell’attribuzione alla coppia famosa, il dibattito è ancora aperto in quanto, da un lato, questa non è stata provata con dati inconfutabili da chi la sostiene, dall’altro, è stata parecchio contestata e criticata dalle posizioni contrarie ma mai completamente esclusa e rifiutata. La difficoltà di arrivare ad una posizione definitiva è anche legata al fatto che la quantità di testo a disposizione è piuttosto scarsa e limitata e ciò riduce l’accuratezza di alcune analisi, finendo a volte per limitarne la validità, se non addirittura annullarla.

## Fortuna posteriore
L’incertezza che aleggia sull’attribuzione di questo epistolario è stata sfruttata da Umberto Eco in un suo romanzo. Nel settimo capitolo del Baudolino, infatti, compaiono alcuni estratti delle Epistolae duorum amantium che Eco attribuisce al suo protagonista. Il personaggio, innamorato, mentre si trova a Parigi per gli studi, inventa e mette per iscritto un immaginario scambio di lettere tra lui e l’oggetto del suo amore.

### Edizione critica
- Epistolae duorum amantium: Briefe Abaelards und Heloises?, a cura di Ewald Konsgen, Leida, E. J. Brill, 1974.

### Traduzioni italiane
- Lettere di due amanti: Abelardo ed Eloisa?, pref. M.T. Fumagalli Beonio Brocchieri, trad. C. Fiocchi, Milano, Archinto, 2006.
- Un epistolario d'amore del XII secolo (Abelardo e Eloisa?), trad. e comm. Graziella Ballanti, Roma, Anicia, 1988, pp. 172.

### Studi
- Elisa Brunoni, L'analisi informatica al servizio della ricerca filologica: il caso delle «Epistolae duorum amantium» Seminario internazionale (Arezzo, 2007), in «Bollettino di studi latini» (2007), pp. 681-683.
- Peter Dronke, Giovanni Orlandi, New Works by Abelard and Heloise?, in «Filologia Mediolatina» 12 (2005), pp. 123-77.
- C. Stephen Jaeger, The "Epistolae Duorum Amantium", Abelard, and Heloise: An Annotated Concordance, in «The Journal of medieval latin», XXIV (2014), pp.185-224.
- Constant J. Mews, Between authenticity and Interpretation: On "The letter collection of Peter Abelard and Heloise" and the "Epistolae duorum amantium" in «Tijdschrift voor filosofie», 76, 4 (2014), pp. 823–842.
- Constant J. Mews, The Lost Love Letters of Heloise and Abelard: Perceptions of Dialogue in Twelfth-Century France, New York, Palgrave, 1999.
- Peter von Moos, Die "Epistolae Duorum Amantium" und die ‘säkulare Religion der Liebe’: Methodenkritische Vorüberlegungen zu einem einmaligen Werk mittellateinischer Briefliteratur, in «Studi Medievali», 44 (2003), pp. 1–113.
- Francesco Stella, Epistolae duorum amantium: nuovi paralleli testuali per gli inserti poetici, in «The Journal of Medieval Latin», XVIII, 2, (2008), pp. 374–397.
- Anne-Marie Turcan-Verkerk, Changer de point de vue sur les "Epistulae duorum amantium"? in «Mittellateinisches Jahrbuch», 52 (2017), pp. 376–99.
- Anne-Marie Turcan-Verkerk, Note sur Troyes Bibl. mun. 1452, témoin des “Epistulae duorum amantium”, in «La rigueur et la passion. Mélanges en l'honneur de Pascale Bourgain» cur. C. Giraud – D. Poirel, Turnhout, Brepols 2016 (Instrumenta patristica et mediaevalia. Research on the Inheritance of Early and Medieval Christianity 71) pp. 1024, pp. 247-56.
- Jan M. Ziolkowski, Lost and Not Yet Found: Heloise, Abelard, and the "Epistolae duorum amantium" in «The Journal of Medieval Latin», XIV, (2004), pp. 171–202.

| Controllo di autorità | VIAF (EN) 197689042 · BNF (FR) cb146260598 (data) · J9U (EN, HE) 987007418026605171 |